# (3222) Liller
(3222) Liller (1983 NJ) – planetoida z pasa głównego asteroid okrążająca Słońce w ciągu 5,44 lat w średniej odległości 3,09 au. Odkryta 10 lipca 1983 roku.